# Bandera de Nebraska
La bandera de Nebraska està conformada per un camp de tela blau fosc i el respectiu segell de l'Estat de Nebraska. El disseny actual va ser aprovat el 1925 i encara que prèviament s'hauria presentat un disseny el 1921 d'un arquitecte amb seu a l'Estat de Nova York aquest va ser rebutjat pel govern estatal. La designació oficial del disseny de l'estat es va produir el 1963; En aquest sentit Nebraska va ser un dels últims estats a adoptar una bandera oficial als EUA.
La Bandera de Nebraska va ser avaluada en una enquesta duta a terme per l'Associació Vexil·lològica Nord-americana (NAVA) quedant en el lloc 71 entre les 72 banderes dels EUA i el Canadà, per la qual va ser la 2a pitjor bandera en l'enquesta. L'única bandera que va ocupar un lloc més baix va ser la Bandera de Geòrgia. No obstant això, el 2003, Geòrgia va canviar la seva bandera al seu disseny actual. Com a resultat, la Bandera de Nebraska va quedar en el rang més baix de l'enquesta de les banderes que encara estan en ús. La NAVA va anomenar a aquest tipus de disseny (escut de l'estat corresponent amb un camp blau o blanc) "escut-sobre-llençol" i va atorgar els llocs més baixos a aquests.